# Băicoi
Băicoi este un oraș în județul Prahova, Muntenia, România, format din localitățile componente Băicoi (reședința), Dâmbu, Liliești, Schela, Tufeni și Țintea.

## Așezare
Orașul Băicoi este situat în centrul județului Prahova. Înălțimea maximă (406 metri), raportată la nivelul mării, se atinge în cadrul orașului Dealul Țintea. Orașul se întinde pe o lungime de 17 km. Este dezvoltat practic de-a lungul arterei principale (Strada Republicii), din care pleacă mai multe străzi, care depășesc foarte rar lungimea de 2–3 km. Orașul este străbătut, prin zona sa de sud-vest, în afara localităților, de șoseaua națională DN1, care leagă Ploieștiul de Brașov. Accesul din această șosea către localitățile orașului se face prin șoselele județene DJ100F, care parcurge orașul de la vest la est, ducând către Plopeni, și DJ215, care duce mai departe spre Scorțeni. Din DJ100F, în nord-vestul orașului, pornește și șoseaua DJ100E, care duce către Scorțeni, Telega, Câmpina (unde se intersectează cu DN1), Provița de Jos, Provița de Sus și Adunați.

## Demografie
Componența etnică a orașului Băicoi
     Români (88,79%)
     Alte etnii (0,37%)
     Necunoscută (10,84%)
Componența confesională a orașului Băicoi
     Ortodocși (85,55%)
     Alte religii (2,65%)
     Necunoscută (11,8%)
Conform recensământului efectuat în 2021, populația orașului Băicoi se ridică la 16.722 de locuitori, în scădere față de recensământul anterior din 2011, când fuseseră înregistrați 17.981 de locuitori. Majoritatea locuitorilor sunt români (88,79%), iar pentru 10,84% nu se cunoaște apartenența etnică. Din punct de vedere confesional, majoritatea locuitorilor sunt ortodocși (85,55%), iar pentru 11,8% nu se cunoaște apartenența confesională.
|  | Graficele sunt indisponibile din cauza unor probleme tehnice. Mai multe informații se găsesc la Phabricator și la wiki-ul MediaWiki. |

Date: Recensăminte sau birourile de statistică - grafică realizată de Wikipedia

## Politică și administrație
Orașul Băicoi este administrat de un primar și un consiliu local compus din 17 consilieri. Primarul, Marius Constantin[*], de la Partidul Social Democrat, este în funcție din iunie 2017. Începând cu alegerile locale din 2024, consiliul local are următoarea componență pe partide politice:
|  | Partid                          | Consilieri | Componența Consiliului | Componența Consiliului | Componența Consiliului | Componența Consiliului | Componența Consiliului | Componența Consiliului | Componența Consiliului | Componența Consiliului | Componența Consiliului | Componența Consiliului |
|  | ------------------------------- | ---------- | ---------------------- | ---------------------- | ---------------------- | ---------------------- | ---------------------- | ---------------------- | ---------------------- | ---------------------- | ---------------------- | ---------------------- |
|  | Partidul Social Democrat        | 10         |                        |                        |                        |                        |                        |                        |                        |                        |                        |                        |
|  | Partidul Național Liberal       | 4          |                        |                        |                        |                        |                        |                        |                        |                        |                        |                        |
|  | Alianța pentru Unirea Românilor | 2          |                        |                        |                        |                        |                        |                        |                        |                        |                        |                        |
|  | Partidul S.O.S. România         | 1          |                        |                        |                        |                        |                        |                        |                        |                        |                        |                        |

## Clima
Clima orașului este continentală de deal, cu o temperatură medie anuală de 9-10 °C, media precipitațiilor fiind de aproximativ 600 mm anual.

## Facilități
Orașul Băicoi are încălzire bazată pe gaze naturale, este electrificat în întregime, iar rețeaua de apă și canalizare acoperă mai mult de 70% din suprafața sa.

## Date istorice

### Toponimie
Numele localității se pare că derivă din Bai (de la Baiu, un cioban coborât din Munții Baiului, aflați puțin mai la nord de Băicoi - probabil primul locuitor al satului) și köy (care în cumană și turcă înseamnă sat). Toponimul Băicoi poate avea deci semnificația „satul lui Baiu”. Baiu a fost familia care a stăpânit cea mai mare parte a vetrei satului.

### Istoric
Primele vestigii istorice descoperite pe raza orașului s-au găsit la Țintea și datează din aproximativ 341 î.Hr. Este vorba de monede dacice și un tezaur de tetradrahme. S-au descoperit și urme de așezări dacice din perioada marelui stat dac al lui Burebista (82-44 î.Hr.), precum și urme ale culturii Dridu (secolele al VII-lea–al X-lea).
Prima atestare documentară a localității este din anul 1324, când este amintit într-un hrisov de către Basarab I. O altă atestare documentară a orașului datează din 20 mai 1597, când Manole și Necula Logofăt au primit de la domnitorul muntean Mihai Viteazul moșia Băicoiului în schimbul moșiei Ploieștilor, unde se afla un sat moșenesc pe care voievodul a fondat ulterior un oraș.
În 1821, căpeteniile arnăuților din Oltenia, Iordache și Farmache, au fost chemate să apere Bucureștiul și au pornit la drum, jefuind însă satele întâlnite în cale. O ceată a izgonit ispravnicii din Târgoviște, care s-au refugiat la Băicoi. Tot aici au poposit și soldații din corpul de armată trimis de la Ploiești către Târgoviște să restabilească ordinea.
Una din moșiile de la Băicoi a fost deținută de generalul Constantin Ghica, acesta fiind autorizat la 5 mai 1792 de domnitorul Mihai Suțu. După moartea acestuia în străinătate, în 1822, la Băicoi au fost aduse și înhumate rămășițele sale. O altă moșie a aparținut prințesei Cleopatra Trubetzkoi, cu o grădină apreciată de Cezar Bolliac în însemnările sale din 1845.
În 1859, la Băicoi s-a organizat prima tabără a armatei comune a Principatelor Unite ale Moldovei și Țării Românești. La sfârșitul secolului al XIX-lea, Băicoi era o comună rurală, formată din satele Băicoi, Cotoiu, Tufeni și Găgeni, totalizând 3257 de locuitori. În comună se aflau 2 biserici (una zidită de localnici, alta de principesa Trubetzkoi), și o școală datând de la 1856. Restul localităților orașului actual alcătuiau comuna Țintea, ambele comune făcând parte din plasa Filipești a județului Prahova. Tot atunci, comuna Țintea avea în componență satele Țintea, Dâmbu și Liliești, totalizând 1240 de locuitori. Ea avea atunci o școală și trei biserici, precum și o pepinieră de viță americană deținută de statul român.
În 1925, comuna Băicoi avea 5946 de locuitori, în satele Băicoi, Cotoiu și Tufeni (satul Găgeni fiind arondat comunei Păulești). Comuna Țintea, în aceeași compoziție, avea 2639 de locuitori.
Comuna Băicoi a fost declarată oraș în 1948, imediat după al Doilea Război Mondial. După reorganizarea administrativă din 1950, orașul a făcut parte din raionul Câmpina al regiunii Prahova și apoi al regiunii Ploiești. Regiunile au fost desființate în 1968, atunci orașul înglobând comuna Țintea cu toate satele ei și fiind arondat județului Prahova.

## Biserici
În orașul Băicoi există lăcașe de cult ortodox. Bisericile ortodoxe locale sunt construcții în general vechi, biserica „Sfinții Împărați Constantin și Elena din Băicoi” fiind chiar monument istoric.
Aceste lăcașe sunt dispuse geografic în toate cartierele astfel: 
- Schela - „Biserica Sfinții Împărați Constantin și Elena”
- Liliești - „Biserica Hagica”
- „Biserica Sfântul Nicolae”
- Țintea - „Biserica Duminica Tuturor Sfinților”
- Tufeni - „Biserica Nașterea Domnului și adormirea Maicii Domnului”
- Dâmbu - „Biserica Cioara”.

De câțiva ani, prin truda părintelui D. Iarca, funcționează la ieșirea din oraș, schitul-bisericuță „Popasul Călătorului”.

## Localități componente
Orașul Băicoi are în componență următoarele localități:
- Schela, în care sunt concentrate cele mai importante unități economice ale orașului, situat la intrarea în oraș dinspre DN1 - Paralela 45;
- Tufeni situat în nordul extrem al orașului, oarecum izolat de restul Băicoiul, alături de o mică zonă cunoscută sub numele de Cotoiu.
- Centrul Vechi al orașului, cândva loc de promenadă și de întalniri pentru tinerii anilor 1965-1980, cu aleea sa de plopi, este locul unde se afla domeniul principesei Cleopatra Trubetzkoi. Reprezintă vatra veche a satului Băicoi, aici aflându-se și unitățile administrative ale orașului (Primărie, Fisc), grădinița, școala generală, liceul și o zonă comercială și de servicii;
- Liliești, care în urma amplasării aici a câtorva cvartale de locuințe în perioada comunistă, tinde să devină centrul orașului.
- Dâmbu situat în estul orașului, spre ieșirea cu Scorțeni și
- Țintea, reședința fostei comune Țintea, situat în est, întinzându-se până la ieșirea spre Găgeni, respectiv Plopeni, cunoscută în țară pentru zăcămintele de petrol și pentru proprietățile izvoarelor clorosodice din Valea Stelii (Senin).

## Stema
Stema orașului Băicoi este un scut despicat. Prima parte, tăiată, cuprinde sus, în câmp verde, trei lacrimi de argint; în câmp inferior, pe azur, se află o acvilă bicefală ieșindă de argint. În partea din stânga, pe azur, sunt trei brâuri negre.
Scutul este timbrat cu o coroană murală de argint cu trei turnuri crenelate (coroana murală cu trei turnuri crenelate semnifică faptul că localitatea are rangul de oraș).
Semnificația elementelor este:
- Lacrimile de argint și acvila bicefală de argint ieșindă fac aluzie la familiile boierești Ghica și Cantacuzino, familii care au deținut proprietăți în localitate. Din aceste familii se trage prințesa Cleopatra Trubetzkoi, care a deținut în Băicoi un palat și care a contribuit la ridicarea spirituală și culturală a localității prin ctitorirea unei biserici și prin înființarea unei școli.
- Brâurile negre simbolizează țițeiul, localitatea fiind cunoscută prin activitatea de extracție a țițeiului.
- Coroana murală, de argint, cu trei turnuri crenelate, semnifică faptul că localitatea are rangul de oraș.

## Personalități născute aici
- Gheorghe Mociorniță (1919 - 1945), aviator;
- Gheorghe Oprea (1927 - 1998), om politic comunist;
- Adina Ioana Vălean (n. 1968), om politic, europarlamentar.